# Ебіно

Ебіно (яп. えびの市) — місто в Японії, в префектурі Міядзакі.